# Các dân tộc ở Campuchia

Vị trí của các nhóm dân tộc khác nhau ở Campuchia năm 1972

Dân tộc lớn nhất ở Campuchia là người Khmer, chiếm khoảng 90% tổng dân số, họ chủ yếu sinh sống ở tiểu vùng đất thấp sông Mekong và đồng bằng trung tâm. Trong lịch sử, người Khmer đã sinh sống gần hạ lưu sông Mekong trong một vòng cung tiếp giáp chạy từ phía nam cao nguyên Khorat, nơi ngày nay là điểm tiếp giáp giữa Thái Lan, Lào và Campuchia, trải dài về phía tây nam qua các vùng đất xung quanh hồ Tonle Sap đến dãy núi Cardamom, sau đó tiếp tục lùi về phía đông nam đến cửa sông Cửu Long ở đông nam Việt Nam.
Các nhóm dân tộc khác ở Campuchia được phân loại là "dân tộc thiểu số bản địa" hoặc "dân tộc thiểu số không bản địa". Các dân tộc thiểu số bản địa, thường được gọi chung là Khmer Loeu ("Khmer vùng cao"), chiếm đa số ở các tỉnh miền núi xa xôi như Ratanakiri, Mondulkiri, Stung Treng và hiện diện với số lượng đáng kể ở tỉnh Kratie. Nhóm này có khoảng 17-21 dân tộc riêng biệt, hầu hết nói các ngôn ngữ hệ Nam Á liên quan đến tiếng Khmer, bao gồm cả người Kuy và Tampuan. Những dân tộc này được người Khmer coi là thổ dân của vùng đất này. Hai trong số những nhóm cao nguyên này, người Rade và người Jarai, là những dân tộc Chamic nói ngôn ngữ hệ Nam Á có nguồn gốc từ Chăm cổ. Những dân tộc thiểu số bản địa này chưa hòa nhập vào văn hóa Khmer và theo tín ngưỡng vật linh truyền thống của họ.
Các dân tộc thiểu số phi bản địa bao gồm những người nhập cư và con cháu của họ sống trong cộng đồng Khmer và đã tiếp nhận văn hóa, ngôn ngữ Khmer. Ba nhóm thường gặp nhất là người Campuchia gốc Hoa, người Việt Nam và người Chăm. Người Trung Quốc đã nhập cư vào Campuchia từ các vùng khác nhau của Trung Quốc trong suốt lịch sử Campuchia, hòa nhập vào xã hội Campuchia. Ngày nay, người Campuchia gốc Hoa đang thống trị cộng đồng kinh doanh, chính trị và truyền thông của Campuchia. Người Chăm là hậu duệ của dân tị nạn từ các cuộc chiến của vương quốc Champa trong lịch sử. Người Chăm sống xen kẽ với người Khmer ở vùng đồng bằng trung tâm nhưng khác với người Khmer theo Phật giáo Nam tông, đại đa số người Chăm theo đạo Hồi.
Ngoài ra còn có một lượng nhỏ các nhóm thiểu số khác. Các dân tộc Thái ở Campuchia bao gồm người Lào dọc theo sông Mekong ở biên giới phía đông bắc, người Thái (thành thị và nông thôn), và người Kola có văn hóa giống người Miến Điện, những người đã ảnh hưởng rõ rệt đến văn hóa của tỉnh Pailin. Những người H'Mông cư trú dọc theo biên giới Lào và các dân tộc Miến Điện khác nhau thậm chí đã còn nhập cư đến cả thủ đô Phnom Penh.

## Dân tộc Khmer

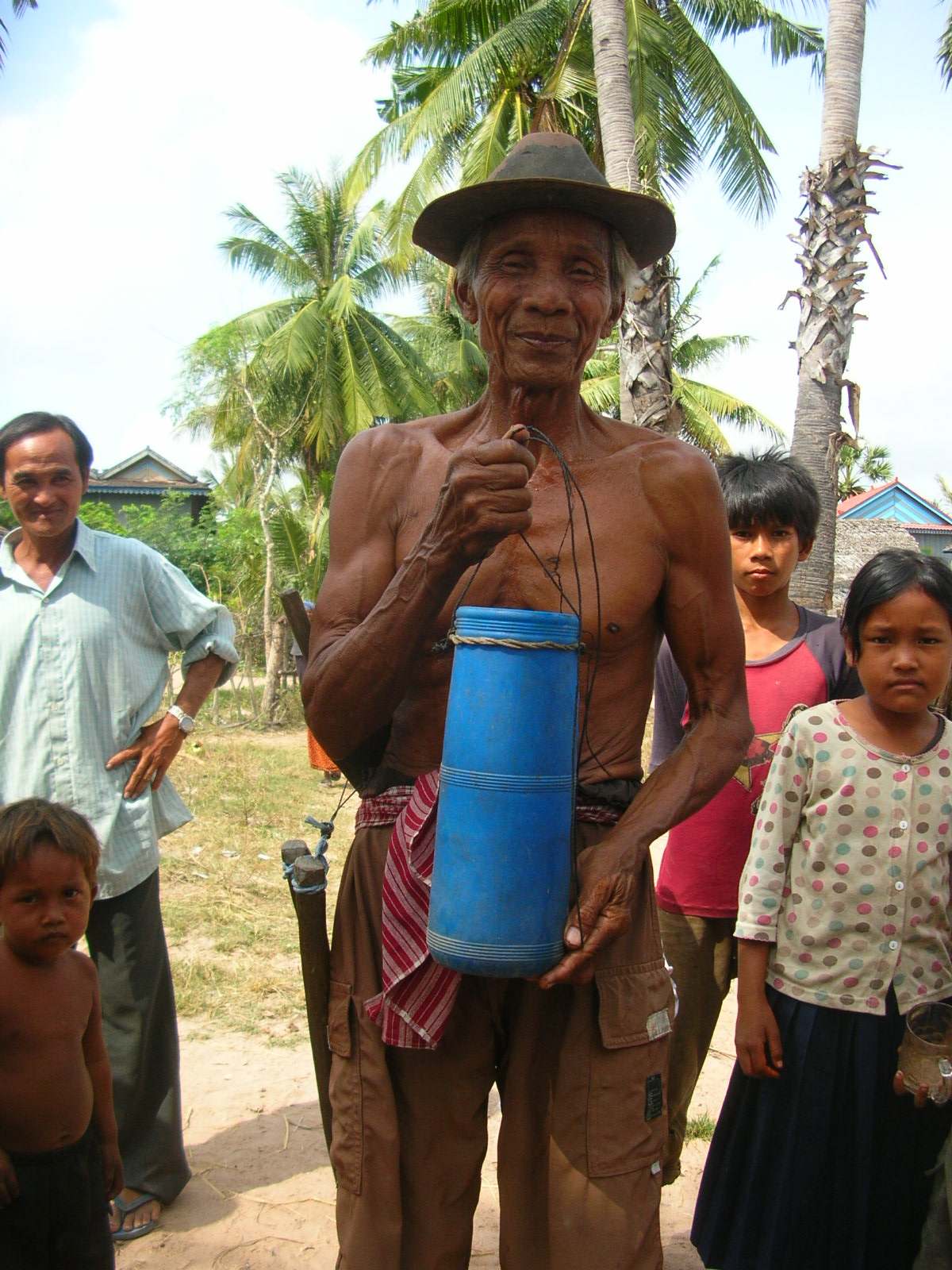
Dân làng Khmer ở tỉnh Takeo

Người Khmer là một trong những nhóm dân tộc lâu đời nhất trong khu vực, họ di cư đến Đông Nam Á cùng thời với người Môn. Hầu hết các nhà khảo cổ học và ngôn ngữ học, các chuyên gia khác như nhà Hán học và chuyên gia cây trồng, cho rằng người Khmer đã tới đây ít nhất 2000 năm trước Công nguyên (hơn 4000 năm trước). Họ mang theo các kỹ thuật canh tác nông nghiệp và đặc biệt là trồng lúa. Họ là những người xây dựng nên Đế chế Khmer sau này đã thống trị Đông Nam Á trong sáu thế kỷ, bắt đầu từ năm 802.
Người Khmer đã phát triển bảng chữ cái đầu tiên ở Đông Nam Á và vẫn được sử dụng đến ngày nay, từ đó sinh ra chữ viết Thái và chữ viết Lào sau này. Người Khmer được hầu hết các nhà khảo cổ và dân tộc học coi là dân bản địa của các vùng tiếp giáp Isan, cực nam Lào, Campuchia và Nam Việt Nam. Điều đó có nghĩa là người Khmer trong lịch sử là một dân tộc ở miền xuôi sống gần một nhánh của sông Mekong.
Người Khmer ý thức về dân tộc thông qua ngôn ngữ, lịch sử và văn hóa, nhưng được chia thành ba nhóm dựa vào nguồn gốc. Người Khmer Campuchia nói một phương ngữ của ngôn ngữ Khmer. Người Bắc Khmer (Khmer Surin) là những người Khmer sống ở vùng đất từng thuộc Đế chế Khmer nhưng sau đó đã trở thành một phần của Thái Lan. Người Bắc Khmer cũng thành thạo tiếng Isan.
Tương tự, người Khmer Krom là những người Khmer sống ở các vùng của Đế quốc Khmer trước đây mà ngày nay là một phần của Việt Nam. Họ thông thạo cả phương ngữ đặc biệt của mình là tiếng Khmer và tiếng Việt. Nhiều người đã phải chạy sang Campuchia do cuộc di cư và nhiều yếu tố khác.
Cả ba loại tiếng Khmer đều có thể hiểu được lẫn nhau. Trong khi ngôn ngữ Khmer của Campuchia không có âm sắc, các ngôn ngữ xung quanh như tiếng Thái, tiếng Việt và tiếng Lào đều có âm sắc cao, do đó đã ảnh hưởng đến các phương ngữ của Bắc Khmer và Khmer Krom ( Khmer Miền Nam )

## Người Việt
Trước Nội chiến Campuchia, người Việt Nam là dân tộc thiểu số đông dân nhất ở Campuchia, với ước tính khoảng 450.000 người sống tập trung ở các tỉnh phía đông nam của đất nước tiếp giáp với đồng bằng sông Cửu Long. Người Campuchia gốc Việt cũng sống ở thượng nguồn dọc theo bờ Tonlé Sap. Tuy nhiên, trong chiến tranh, cộng đồng người Việt Nam ở Campuchia đã bị "xóa sổ hoàn toàn". Theo cuộc điều tra dân số ở Campuchia năm 2013, người nói tiếng Việt chỉ chiếm 0,42%, tương đương 61.000 người trong khoảng gần 20 triệu người Campuchia. Hầu hết những người này đến Campuchia trong thời gian đất nước trong thời gian chiến tranh. Chính phủ Campuchia do Việt Nam thành lập (Cộng hòa Nhân dân Campuchia) dựa rất nhiều vào Việt Nam để xây dựng lại nền kinh tế. Sau khi quân đội Việt Nam rút khỏi đất nước năm 1993, chính phủ Campuchia hiện đại vẫn duy trì quan hệ chặt chẽ với Việt Nam và các công ty kinh doanh do Việt Nam hậu thuẫn đã đến đất nước này để tận dụng thị trường mới. Ngoài những người nhập cư chủ yếu ở thành thị này, còn có một số nông dân vượt biên bất hợp pháp, hy vọng có cuộc sống tốt hơn ở Campuchia.

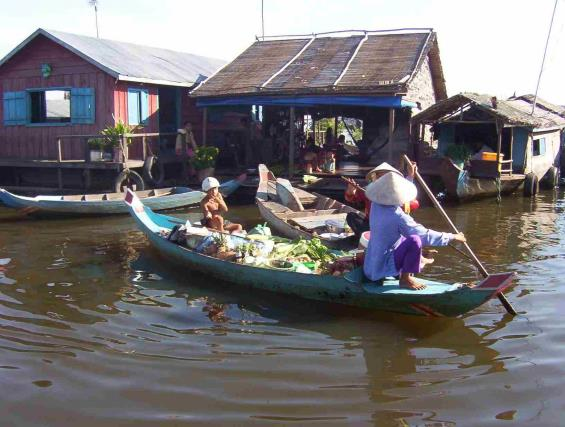
Một "làng nổi" của Việt Nam ở tỉnh Siem Reap (2011)

Mặc dù các ngữ chi Việt cũng thuộc ngữ hệ Nam Á như tiếng Khmer, có rất ít mối liên hệ văn hóa giữa ai dân tộc do người Khmer vốn là một phần của Đại Ấn Độ trong khi người Việt là một phần của khu vực văn hóa Đông Á và tiếp nhận văn hóa Trung Quốc.
Căng thẳng sắc tộc giữa hai bên có thể bắt nguồn từ Thời kỳ Hậu Angkor (từ thế kỷ 16 đến thế kỷ 19). Trong thời gian đó, Việt Nam và Thái Lan đều cố gắng biến một Campuchia suy yếu thời hậu Angkor thành chư hầu của mình, qua đó thống trị toàn bộ Đông Dương. Quyền kiểm soát Campuchia trong thời gian này được đá qua đá lại giữa Thái Lan và Việt Nam. Không giống như Thái Lan, Việt Nam muốn Campuchia áp dụng các tập quán, cách ăn mặc và ngôn ngữ của người Việt, dẫn đến việc người Khmer phẫn nộ và kháng cự cho đến khi họ bị sáp nhập vào Đông Dương thuộc Pháp.
Trong thời kỳ thuộc địa, người Pháp đã đưa người Việt sang quản lý chính quyền địa phương Campuchia, gây thêm sự phẫn uất và thái độ chống đối Việt Nam kéo dài đến tận ngày nay.
Do lịch sử lâu đời giữa hai nước, có một lượng đáng kể người Campuchia mang dòng máu lai Việt và Khmer. Hầu hết những người này không còn nói tiếng Việt và đã hòa nhập vào xã hội người Khmer và nhận dạng là người Khmer. Họ chủ yếu tham gia vào hoạt động nuôi trồng thủy sản ở đồng bằng sông Cửu Long.

## Người Hoa
| Người Hoa ở Campuchia | Người Hoa ở Campuchia | Người Hoa ở Campuchia | Người Hoa ở Campuchia | Người Hoa ở Campuchia |
| --------------------- | --------------------- | --------------------- | --------------------- | --------------------- |
| Ngôn ngữ              | Ngôn ngữ              |                       | tỷ lệ                 | tỷ lệ                 |
| Triều Châu            | Triều Châu            |                       | 60%                   | 60%                   |
| Quảng Đông            | Quảng Đông            |                       | 20%                   | 20%                   |
| Phúc Kiến             | Phúc Kiến             |                       | 7%                    | 7%                    |
| Hải Nam               | Hải Nam               |                       | 4%                    | 4%                    |
| Khách Gia             | Khách Gia             |                       | 4%                    | 4%                    |
| Khác                  | Khác                  |                       | 5%                    | 5%                    |

Người Campuchia gốc Hoa chiếm khoảng 1% dân số. Hầu hết người Hoa là hậu duệ của những người di cư vào thế kỷ 19-20, họ đến tìm kiếm cơ hội giao thương và buôn bán trong thời kỳ Pháp bảo hộ. Làn sóng di cư của người Trung Quốc được ghi nhận sớm nhất vào thế kỷ 12 trong thời kỳ Đế chế Khmer, hầu hết là thương nhân từ các thành thị.
Người Hoa ở Campuchia thuộc năm nhóm ngôn ngữ chính, trong đó lớn nhất là tiếng Triều Châu chiếm khoảng 60%, tiếp theo là tiếng Quảng Đông (20%), tiếng Phúc Kiến (7%), tiếng Khách Gia và Hải Nam (mỗi nhóm chiếm 4%).
Việc kết hôn giữa người Hoa và người Khmer là rất phổ biến, trong trường hợp đó, người Hoa thường hòa nhập vào xã hội Khmer chính thống, giữ lại một số phong tục Trung Quốc. Số lượng người Hoa đã suy giảm mạnh dưới thời Pol Pot trong Nội chiến Campuchia. Người Hoa tuy không phải mục tiêu của Khmer Đỏ nhưng vẫn phải chịu sự đối xử tàn bạo như người Khmer trong thời kỳ đó.

## Sắc dân Thái
Các dân tộc Thái có mặt ở Campuchia bao gồm Thái, Lào, Tai Phuan, Nyaw, Shan và Kola. Những người nói tiếng Thái ở Campuchia chiếm chưa đến 0,01% dân số. Trước Nội chiến Campuchia, dân số gốc Thái lên đến hàng chục nghìn người. Năm 1975, hơn 5.000 người đã vượt biên sang Thái Lan, trong khi 35.000 người khác được sơ tán có hệ thống khỏi tỉnh Koh Kong và nhiều người đã bị giết vì làm gián điệp. Trong thời hiện đại, người Thái chủ yếu sinh sống ở thủ đô Phnom Penh, phần lớn là gia đình của các cơ quan đại diện ngoại giao hoặc đại diện của các công ty Thái Lan kinh doanh tại Campuchia. Các tỉnh phía tây bắc từng là một phần của Thái Lan từ khi Angkor sụp đổ năm 1431 cho đến khi Pháp bảo hộ thế kỷ 20. Hậu duệ của người Thái cư trú ở các tỉnh này nhưng hầu hết đã hòa nhập với văn hóa và ngôn ngữ Khmer và khó phân biệt được với những người Khmer khác.
Người Lào cư trú ở vùng cực đông bắc của đất nước, sinh sống trong các làng mạc rải rác trên đồi và dọc theo sông Mekong ở các vùng núi gần biên giới Lào. Trong lịch sử, họ là một phần của Phù Nam và sau này là trung tâm của Vương quốc Chân Lạp. Khu vực hiện nay bao gồm Stung Treng, Ratanakiri, một phần của các tỉnh Preah Vihear, Kratie và Mondulkiri, tất cả đều bị người Khmer bỏ rơi trong thời Đế chế Angkor suy yếu, người Khmer phải di chuyển xuống phía nam đến các vị trí chiến lược và dễ phòng thủ hơn. Khu vực này được cai trị bởi vương quốc Lan Xang của Lào vào thế kỷ 14 và tiếp tục là một phần của các vương quốc Lào kế tiếp. Đến năm 1904, trong thời kỳ Pháp thuộc, khu vực này được trả lại cho Campuchia quản lý. Bất chấp việc người Khmer di cư trở lại khu vực này, người Lào vẫn chiếm hơn một nửa dân số của Stung Treng, 10% ở Ratanakiri và các cộng đồng nhỏ hơn ở Preah Vihear và Mondulkiri. Ngày nay, người Lào chiếm 17% dân số Campuchia và đang ngày càng bị Khmer hóa. Theo chính sách của Chính phủ Campuchia, người Lào sinh ra ở Campuchia được coi là người Khmer. Người Lào có rất ít hoặc không có tổ chức chính trị đại diện, khiến nhiều người do dự trong việc xác định là người Lào do lo ngại liên quan đến cuộc đàn áp lịch sử.
Có rất ít tài liệu về nguồn gốc chính xác của người Kola , những người đã từng là một dân tộc thiểu số lớn của tỉnh Pailin trước nội chiến, nơi họ có ảnh hưởng đáng kể đến văn hóa địa phương. Có thể họ có nguồn gốc từ các thương nhân Shan và Thái (cụ thể là Thái Lự và Thái Na) di cư xuống phía nam từ biên giới phía đông Miến Điện - Trung Quốc vào những năm 1800. Khi di cư qua Miến Điện và miền Bắc Thái Lan, họ đã gia nhập với các luồng di cư của người Môn, Pa'O và nhiều nhóm Miến Điện khác, chủ yếu từ Moulmein. Người Kola đã tạm trú tại Isan (Đông Bắc Thái Lan) để tìm kiếm các điều kiện giao thương thuận lợi hơn cho đến khi Hiệp ước Bowring năm 1856 đảm bảo quyền của họ với tư cách là thần dân của Anh (có nguồn gốc từ nơi trở thành Miến Điện thuộc Anh) tại Thái Lan. Đến cuối những năm 1800, người Kola đã định cư ở vùng núi tỉnh Chanthaburi và vùng lân cận Pailin, khi đó vẫn thuộc quyền quản lý của Thái Lan, làm công việc khai thác mỏ. Sự thành công của người Kola ở Pailin đã khuyến khích làn sóng nhập cư tiếp theo của người Shan từ Miến Điện, những người sau đó đã gia nhập cộng đồng Kola. Ngôn ngữ Kola là tiếng Creole dựa trên tiếng Shan và Dai, bao gồm các từ của Lanna, Miến Điện và Karen,  đã ảnh hưởng đến phương ngữ địa phương của người Khmer ở Pailin cả về âm điệu và cách phát âm. Ảnh hưởng Miến Điện của họ cũng có thể được nhìn thấy trong phong cách ăn mặc, như những chiếc ô mà phụ nữ mang theo, cũng như ẩm thực địa phương và các ngôi chùa theo phong cách Miến Điện. Người Kola ở Pailin trong lịch sử hoạt động trong lĩnh vực kinh doanh đá quý sinh lợi và là nhóm dân tộc thịnh vượng nhất trong khu vực trước chiến tranh. Khi Khmer Đỏ, với chính sách đàn áp tất cả các nhóm dân tộc không phải là người Khmer, nắm quyền kiểm soát Pailin, người Kola đã phải chạy trốn qua biên giới sang Thái Lan.  Kể từ khi Khmer Đỏ tan rã và đầu hàng vào những năm 1990, nhiều người Kola đã quay trở lại Pailin, tuy nhiên họ thường giữ kín lý lịch của mình, hầu hết không còn tự nhận là người Kola.
Ở phía tây bắc, khoảng 5.000 người Tai Pouan sống trong các ngôi làng của họ ở quận Mongkol Borei của tỉnh Banteay Meanchey. Người Phuan ở Campuchia là hậu duệ của những tù nhân được gửi đến Battambang lao động bởi Siam trong triều đại của Rama III (1824-1851) khi Siam cai trị hầu hết toàn bộ Lào và Campuchia. Tính đến năm 2012, họ cư trú tại 10 ngôi làng và vẫn nói tiếng Phuan, một ngôn ngữ liên quan chặt chẽ với tiếng Lào và tiếng Thái. Phương ngữ của người Phuan ở Campuchia gần giống nhất với tiếng Phuan ở Thái Lan.
Khoảng 10.000 người Lào Nyo, còn được gọi là Yor, cũng sống ở tỉnh Banteay Meanchey. Mặc dù tự gọi mình là "Nyo" (phát âm là /ɲɑː/), họ lại nói một phương ngữ của ngôn ngữ Lào và khác với người Nyaw ở Bắc Isan và Lào. Làng của họ tập trung ở Quận Ou Chrov gần biên giới với Thái Lan. Số lượng người Lào Nyo đông đến nỗi nhiều người Khmer ở Banteay Meanchey có thể nói một số từ tiếng Nyo. Sự hiện diện của người Nyo và những đặc thù của ngôn ngữ của họ ở phía tây Campuchia được coi là dị thường và vẫn chưa được các học giả giải thích.

## Người Chăm

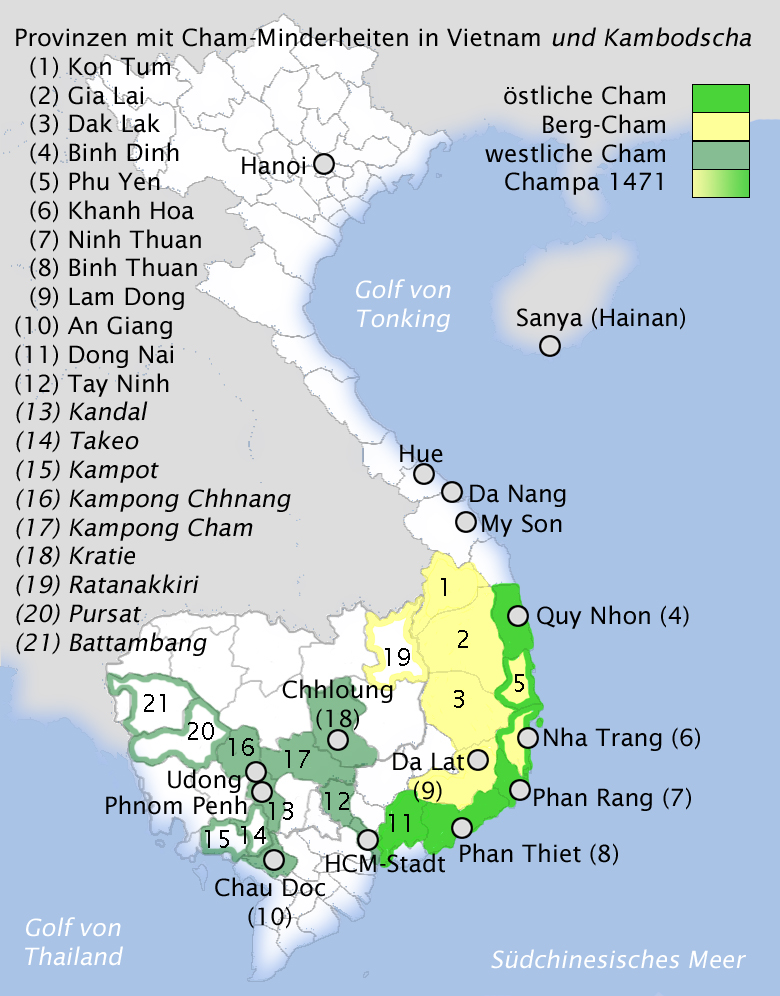
Sự phân bố của người Chăm ở Đông Nam Á năm 1970

Người Chăm là hậu duệ của một tộc người Nam Đảo sống trên biển đến từ các đảo ở Đông Nam Á. 2000 năm trước, họ đã bắt đầu định cư dọc theo bờ biển miền Trung của Việt Nam ngày nay và đến năm 200, họ đã bắt đầu xây dựng các chính thể khác nhau mà sau này trở thành vương quốc Champa. Ở thời kỳ cực thịnh từ thế kỷ 8 đến thế kỷ 10, người Chăm đã kiểm soát hầu hết vùng đất ngày nay là phía nam của Việt Nam và gây ảnh hưởng đến tận phía bắc mà ngày nay là nước Lào. Là một vương quốc hàng hải ven biển, Champa vừa là đối tác vừa là đối thủ của Đế chế Khmer. Trong suốt thế kỷ 9 đến thế kỷ 15, mối quan hệ giữa Champa và Khmer từ đồng minh trở thành kẻ thù. Trong những thời kỳ hai bên có mối quan hệ thân thiện, thương mại giữa hai nước đồng văn được đẩy mạnh và xuất hiện các cuộc hôn nhân giữa hoàng gia hai nước. Trong thời chiến, nhiều người Chăm đã bị đưa đến Angkor làm tù nhân và nô lệ. Champa bị Đại Việt (Việt Nam) xâm chiếm phần lớn lãnh thổ vào cuối thế kỷ 15, trong khi hàng nghìn người Chăm bị bắt làm nô lệ hoặc bị hành quyết. Điều này dẫn đến những cuộc di cư hàng loạt của người Chăm. Vua Chăm chạy sang Campuchia với hàng ngàn thần dân trong khi số khác trốn thoát bằng thuyền đến Hải Nam (Utsuls) và Aceh (người Aceh). Những cuộc di cư này tiếp tục kéo dài trong 400 năm sau đó khi người Việt Nam dần dần tàn phá những gì còn sót lại của Champa cho đến khi lãnh thổ cuối cùng của vương quốc này bị sát nhập vào Việt Nam cuối thế kỷ 19.
Người Chăm ở Campuchia có khoảng 250.000 người và thường duy trì làng mạc riêng biệt mặc dù ở nhiều khu vực, họ sống cùng với người Khmer. Trong lịch sử, người Chăm thường tập trung ở phía đông nam của đất nước, tỉnh Kampong Cham. Trước khi tái cơ cấu hành chính vào năm 2013, tỉnh này mở rộng đến biên giới Việt Nam và là tỉnh đông dân thứ hai ở Campuchia. Người Chăm được nhiều người Khmer tin rằng họ đặc biệt thông thạo một số thực hành tâm linh và đôi khi sẽ được tìm đến để chữa bệnh hoặc xăm mình. Người Chăm ở Campuchia có cách ăn mặc riêng biệt và nói tiếng Chăm phương Tây, do trải qua nhiều thế kỷ cách biệt, không còn gần với ngôn ngữ Chăm phương Đông của người Chăm ở nước láng giềng Việt Nam. Tiếng Chăm Campuchia trong lịch sử được viết bằng bảng chữ cái Chăm gốc Ấn, nhưng nó đã không còn được sử dụng mà thay thế bằng chữ viết dựa trên bảng chữ cái Ả Rập.

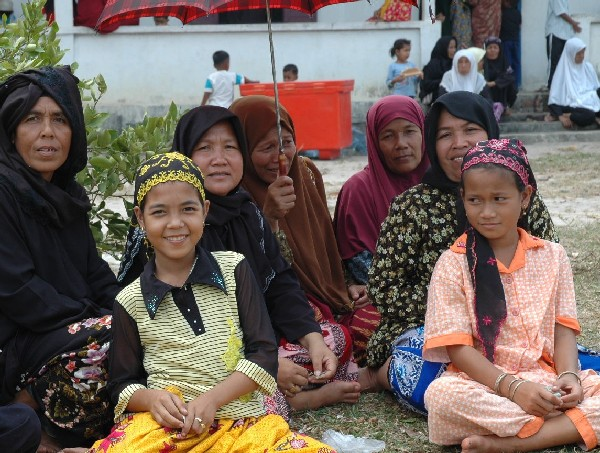
Người Chăm theo đạo Hồi ở Campuchia

Trong khi đó, ở Việt Nam người Chăm chủ yếu theo Ấn Độ giáo (Người Chăm tại Bình Thuận và Ninh Thuận) và tại Châu Đốc và các tỉnh giáp với Cam-pu-chia thì theo đạo Hồi, còn người Chăm tại Campuchia có tín ngưỡng giống với người Chăm Châu Đốc tại Việt Nam. Ngày nay, người Chăm chiếm phần lớn Ấn Độ giáo và Hồi giáo ở cả hai nước. Tương tác giữa những người theo đạo Hồi và những người theo đạo Hindu thường là điều cấm kỵ. Hôn nhân giữa người Khmer và người Chăm đã diễn ra hàng trăm năm, một số đã hòa nhập vào xã hội Khmer chính thống và theo Phật giáo. Người Chăm là một trong những nhóm dân tộc bị coi là mục tiêu của cuộc đàn áp dưới thời Khmer Đỏ cai trị Campuchia. Sự tồn tại của họ đã được tuyên bố là bất hợp pháp, các làng Chăm bị phá hủy và người dân bị buộc phải đồng hóa hoặc bị xử tử. Ước tính số người Chăm bị giết từ năm 1975 đến năm 1979 lên tới 90.000 người, bao gồm 92 trong số 113 imam trên toàn quốc.
Kể từ khi chiến tranh kết thúc và Khmer Đỏ sụp đổ, chính phủ của Hun Sen đã có những thay đổi đối với người Chăm. Hiện nay, nhiều người Chăm được giữ chức trong chính phủ hoặc chính quyền địa phương. Tuy nhiên, bất chấp truyền thống theo hình thức Hồi giáo ôn hòa giống người Mã Lai, cộng đồng người Chăm gần đây đã quay sang Trung Đông để tìm kiếm tài trợ xây dựng các nhà thờ Hồi giáo và trường học tôn giáo. Điều này đã khiến các giáo sĩ từ Ả Rập Xê Út và Kuwait đến giảng dạy theo chủ nghĩa chính thống như Da'wah Tabligh và Wahhabi. Những hình thức Hồi giáo mới du nhập này cũng đã ảnh hưởng đến cách ăn mặc của người Chăm. Nhiều người Chăm đang từ bỏ trang phục truyền thống của họ để chuyển sang trang phục giống Trung Đông hoặc Nam Á hơn.

## Người Khmer Loeu
Các nhóm dân tộc bản địa ở vùng núi được gọi chung là người Thượng hoặc Khmer Loeu, một thuật ngữ có nghĩa là "Khmer Tây Nguyên". Họ có nguồn gốc từ những cuộc di cư thời đồ đá mới của những người nói tiếng Môn-Khmer từ miền nam Trung Quốc và những người nói tiếng Nam Đảo từ Đông Nam Á. Bị cô lập ở vùng cao, các nhóm Khmer Loeu không tiếp thu văn hóa Ấn Độ như những người Khmer ở miền xuôi và do đó có sự khác biệt về văn hóa với người Khmer hiện đại. Họ tuân theo nhiều phong tục và tín ngưỡng "tiền Ấn Độ". Hầu hết đều theo chế độ mẫu hệ, xác định nguồn gốc tổ tiên thông qua huyết thống mẹ hơn là cha. Họ trồng lúa và sống theo các bộ lạc.
Trong lịch sử, khi Đế chế Khmer phát triển, người Khmer Loeu phải di cư lên cao nguyên để tìm kiếm sự an toàn và độc lập hoặc trở thành nô lệ và lao động cho đế chế. Chu Đạt Quan ghi chép rằng người Khmer đã bắt các bộ lạc vùng cao và biến họ trở thành những người lao động gọi là Tchouang hoặc nô lệ. Hiện nay, người Khmer Loeu chiếm đa số ở các tỉnh Ratanakiri, Stung Treng và Mondulkiri thưa thớt dân cư.
Ngôn ngữ của họ thuộc hai nhóm, Môn–Khmer và Nam Đảo. Nhóm Môn-Khmer gồm Pear, Phnong, Stieng, Kuy, Kreung và Tampuan. Nhóm Nam Đảo gồm Ê-đê và Gia - rai . Trải qua nhiều quá trình tiếp xúc và lai tạp, các bộ lạc Môn-Khmer đã ảnh hưởng mạnh mẽ tới nhóm người Nam Đảo.

## Người Pháp và người nước ngoài
Trước khi Nội chiến Campuchia xảy ra từ năm 1970 cho đến khi Khmer Đỏ giành chiến thắng vào ngày 17 tháng 4 năm 1975, ước tính có khoảng 30.000 người Pháp sống ở Campuchia. Khi nội chiến nổ ra, hầu hết họ đều trở về Pháp hoặc chuyển đến sinh sống ở Hoa Kỳ. Campuchia bị người Pháp cai trị trong gần một thế kỷ cho đến khi giành được độc lập vào năm 1953. Ngày nay, ngôn ngữ và văn hóa Pháp vẫn được duy trì trong giới tinh hoa Khmer.
Sau khi Khmer Đỏ bị đánh bại bởi Việt Nam vào năm 1979, Campuchia được Viêt Nam quản thúc  trong suốt một thập kỷ ( 1979 - 1989 ). Thời kỳ này, Campuchia hoàn toàn bị cô lập với thế giới phương Tây. Tuy nhiên, công dân từ những nước thân Liên Xô vẫn nhập cảnh vào Campuchia dù với số lượng rất ít.
Ngày nay, có rất nhiều nhóm dân tộc khác định cư ở Campuchia, đặc biệt là ở Phnom Penh. Sau khi Liên Hợp Quốc giúp khôi phục chế độ quân chủ vào đầu những năm 1990, số lượng người phương Tây (người Khmer gọi là Barang) sống ở nước này đã tăng lên hàng chục nghìn người. Con số này vẫn tiếp tục tăng lên do sự bùng nổ kinh tế trong thế kỷ 21 (tăng trưởng kinh tế của Campuchia đạt trung bình hơn 7% trong thập kỷ sau năm 2001).
Số lượng người nước ngoài rơi vào khoảng 150.000 người chỉ tính riêng ở thủ đô Phnom Penh. Họ là những nhà ngoại giao, nhà đầu tư, nhà khảo cổ học, luật sư, nghệ sĩ, doanh nhân và nhân viên tổ chức phi chính phủ; phần lớn là người Châu Âu, người Mỹ và người Úc, cũng như những người từ các quốc gia Đông Nam Á lân cận, người Hàn Quốc, người Nhật Bản, người Trung Quốc và người Nga, cùng với một số lượng nhỏ người Châu Phi.

## Các nhóm dân tộc của Campuchia
| Nhóm dân tộc     | Dân số     | % Tổng số* |
| ---------------- | ---------- | ---------- |
| Người Khmer      | 13.684.985 | 90%        |
| Người Việt       | 800.000    | 8.0%       |
| Người Trung Quốc | 152.055    | 1%         |
| Khác             | 608.222    | 3%         |

- Người Chăm - Hậu duệ của những người tị nạn Chăm chạy sang Campuchia sau khi Champa sụp đổ: 222.808 (ước tính năm 2012)
- Người Hoa - Hậu duệ của những người Trung Quốc di cư đến Campuchia. 695.852 (ước tính năm 2012)
- Người Khmer
  - Khmer Kandal - "Người Khmer trung tâm", dân tộc Khmer bản địa ở Campuchia.
  - Khmer Krom - "Người Khmer miền xuôi", người Khmer bản địa ở Đông Nam Campuchia và khu vực đồng bằng sông Cửu Long ở miền Nam Việt Nam. Các tỉnh miền Nam Việt Nam đều mang tên Khmer cổ vì từng là một phần của Đế chế Khmer.
  - Khmer Surin - "Surin Khmer", dân tộc Khmer bản địa ở Tây Bắc Campuchia và vùng Isan gồm các tỉnh Surin, Buriram và Sisaket ở Đông Bắc Thái Lan. Các tỉnh này trước đây là một phần của Đế chế Khmer nhưng đã bị Thái Lan sát nhập vào thế kỷ 18.
- Khmer Loeu - Thuật ngữ "Khmer vùng cao" được sử dụng để chỉ tất cả các bộ lạc vùng cao ở Campuchia, không phân biệt ngôn ngữ của họ.
  - Nhóm Môn-Khmer
    - Kachok
    - Krung - Có ba phương ngữ riêng biệt của Krung. Tất cả đều có thể hiểu được lẫn nhau.
      - Krung
      - Brao
      - Kavet

    - Kraol - 2.000 (ước tính)
    - Mel - 3.100 (ước tính)
    - Kuy - Một nhóm nhỏ cư trú chủ yếu ở vùng cao nguyên Campuchia.
    - Phnong
    - Tampuan - Nhóm dân tộc cư trú ở tỉnh Ratanakiri.
    - Stieng - Thường bị nhầm lẫn với dân tộc Degar (người Thượng)
      - Ra'ong

    - Mnông - Nhóm dân tộc cư trú ở tỉnh Mondulkiri.
    - Samre
      - Chong
      - Sa'och
      - Somray
      - Suoy

  - Nhóm Nam Đảo
    - Jarai - Chủ yếu cư trú ở Việt Nam và tỉnh Ratanakiri của Campuchia.
    - Rhade - Phần lớn người Rhade, hay Ê Đê, sinh sống ở Việt Nam. Họ có văn hóa gần gũi với người Jarai và các bộ tộc khác.
- Sắc tộc Thái
  - Người Thái - 43.000 (ước tính)
    - Người Lào - Sống chủ yếu ở tỉnh Ratanakiri.
    - Shan
    - Kula
- Người Việt - Sống chủ yếu ở Phnom Penh, nơi họ tạo thành một cộng đồng dân tộc thiểu số đáng kể và một số vùng Đông Nam Campuchia cạnh biên giới Việt Nam.
- H'Mông-Miền - Người Miêu và H'Mông là những bộ tộc miền cao sống ở cả thành thị và nông thôn.
  - Người Miêu
    - H'Mông

  - Người Dao
- Tạng-Miến
  - Người Miến - 4.700 (ước tính)
- Người Nhật - Chủ yếu là các doanh nhân và nhà đầu tư thế hệ đầu tiên ở Phnom Penh.
- Người Hàn - Chủ yếu là các doanh nhân và nhà đầu tư thế hệ đầu tiên ở Phnom Penh.